# Кудельная
Кудельная (Полонъёган) — река в России, протекает по Александровскому району Томской области. Устье реки находится в 31 км по левому берегу реки Кулымский Ёган. Длина реки составляет 21 км.
Высота устья — 50 м над уровнем моря.

## Данные водного реестра
По данным государственного водного реестра России относится к Верхнеобскому бассейновому округу, водохозяйственный участок реки — Обь от впадения реки Васюган до впадения реки Вах, речной подбассейн реки — Васюган. Речной бассейн реки — (Верхняя) Обь до впадения Иртыша.